# The Saga of Erik the Viking
The Saga of Erik the Viking ist ein Textadventure mit Grafiken, das 1984 von der britischen Firma Level 9 entwickelt wurde. Das Spiel wurde von Mosaic Publishing für die Heimcomputer Amstrad CPC, BBC Model B, Commodore 64 und Sinclair ZX Spectrum veröffentlicht.

## Handlung
Der Spieler steuert die Figur Erik the Viking, der im Schlaf eine Vision von der Entführung seiner Familie durch Kreaturen namens „Dogfighters“ hatte und nach dem Aufwachen feststellen muss, dass die Familie in der Tat verschwunden ist, und er macht sich daran, sie wiederzufinden. Der erste Teil des Spiels verläuft auf dem Festland. Erik bereitet eine Fahrt mit einem Segelschiff vor, findet seine Waffen und heuert eine Crew für sein Schiff an, zu der auch Blind Thorkhild, Sven the Strong und Ragnar Forkbeard gehören.
Der größte Teil des Spieles findet auf See statt. Erik steuert sein Schiff, die Golden Dragon, durch die Nordsee. Er besucht etliche Inseln und sammelt dort Gegenstände ein oder besucht verschiedene Personen, um seine Familie zu retten und das Spiel zu gewinnen. Zu den besuchten Personen gehören eine Zauberin, die in einer versteckten Höhle in einem Wald haust, der Zauberer Al Kwasarmi auf einem Stein an einem Kai und die Tochter des Zauberers, Freya.

## Spielprinzip und Technik
The Saga of Erik the Viking ist ein Textadventure. Das Spiel stellt die jeweilige Spielumgebung sowie das Geschehen in Textform dar, die Visualisierung obliegt größtenteils der Fantasie des Spielers. Das Spiel findet wie bei einem Pen-&-Paper-Rollenspiel zugweise statt. Der Spieler gibt einen Zug als Befehl in natürlicher Sprache ein, wobei er auf die Spielumgebung, computergesteuerte Spielfiguren („NPCs“) oder mit sich geführte Gegenstände („Inventar“) Bezug nimmt. Das Herzstück des Spiels, der Parser, wertet wie der Spielleiter bei einem Pen-&-Paper-Rollenspiel die Eingabe aus, modelliert gegebenenfalls die Spielwelt um und teilt dem Spieler in Textform mit, was sein Zug bewirkt hat. Auf diese Weise kann der Spieler die Spielwelt erforschen, Rätsel lösen und dadurch die Handlung vorantreiben, wobei durch das Lösen bestimmter Rätsel weitere Areale der Spielwelt freigeschaltet werden. Es handelt sich um ein lineares Adventurespiel: Fast alle Rätsel müssen nacheinander und in einer bestimmten Reihenfolge gelöst werden. Übersieht man einen Gegenstand, ist das Spiel zu einem späteren Zeitpunkt nicht mehr zu lösen; außerdem kann man sein Leben verlieren.

## Produktionsnotizen
Das Spiel ist an das 1983 erschienene, gleichnamige Kinderbuch von Terry Jones angelehnt. Ein Teil der Figuren und Gegenstände im Spiel stammen aus der Buchvorlage, dennoch ist die Geschichte im Spiel vollkommen anders gestaltet als im Buch. Jones führte 1989 auch noch Regie beim Film Erik, der Wikinger.

## Rezeption
Das britische Magazin Home Computing Weekly bezeichnete das Spiel als „sehr beeindruckend“, lobte den „cleveren“ Parser und die „gut gemachten“ Grafiken, konstatierte einen hohen Schwierigkeitsgrad und vergab vier von fünf Sternen. Das Crash-Magazin lobte das authentische Setting und die Qualität der Grafiken, kritisierte aber deren mitunter ungewöhnliche Farbgebung sowie wenig hilfreiche Antworten des Parsers.
Bei den Golden Joystick Awards 1984 erreichte The Saga of Erik the Viking in der Kategorie „Best Adventure Game of the Year“ den zweiten Platz.